# Maraetotara Falls
Die Maraetotara Falls sind ein aus einer kurzen Abfolge von Kaskaden bestehender Wasserfall auf der Nordinsel Neuseelands. Er liegt im Lauf des Maraetotara River südsüdöstlich von Hastings in der Region Hawke’s Bay, der in nordnordöstlicher Fließrichtung in die Hawke Bay bei Te Awanga mündet.
Der gut zugängliche Wasserfall ist insbesondere im Sommer ein beliebtes Ausflugsziel, da sich im großen Auslaufbecken unterhalb der Fälle gute Bademöglichkeiten bieten.